# Монгольська література і Тарас Шевченко
Твори Тараса Шевченка почали перекладати в Монголії в 30-их рр. XX ст. Першим до творів Шевченка звернувся Х. Перлее, який в 1939 році переклав його «Заповіт». Пізніше в переспівах Ц. Хасбаатарa кілька Шевченкових віршів під загальною назвою "Сльози бідняка" включено до підручника з літератури для середніх шкіл Монголії.

## Переклади Шевченка на монгольську мову
Протягом 40-60-их рр. XX століття на сторінках монгольських газет «Соел утга зохиол» («Культура і література»), «Худулмур» («Праця»), «Залучудын унэн» («Молодіжна правда») з'явилися переклади поезій "І виріс я на чужині", "Породила мене мати", "Ой три шляхи широкії", "І золотої, і дорогої" та інші. Також було здійснено переклад уривку з балади «Тополя».
В 1964 році поети Д. Гомбожав, М. Цедендорж та Ж. Намсрай видали збірку поетичних творів Шевченка монгольською мовою «Наймичка» (Улан-Батор, 196), до якої увійшли поеми «Кавказ», «Сова», «Єретик», «Наймичка». В передмові до книжки йдеться про життєвий і творчий шлях українського поета.
В журналі «Цог» («Вогник», 1964, № 2) в перекладі Л. Нямжава надруковано повість Шевченка "Художник"

## Поети, які перекладали Шевченка намонгольську мову
- Б. Рінчен
- Ж. Намсрай
- О. Жигмідготов
- Б. Цендендамба
- Д. Гомбожав
- М. Цедендорж